# Air Manas
Air Manas é uma companhia aérea de baixo custo com sede em Bishkek, Quirguistão. Seu hub principal é o Aeroporto Internacional de Manas.

## História
A Air Manas foi fundada em 2006 em Bishkek. O primeiro voo da Air Manas foi realizado em dezembro de 2009. Em junho de 2012, 49% da companhia aérea foi comprada pela Pegasus Airlines. O primeiro voo com a marca Pegasus Asia foi operado de Bishkek a Istambul em 22 de março de 2013. Agora, as companhias aéreas operam voos domésticos entre Bishkek para Osh, bem como voos internacionais do Quirguistão para a Índia, Rússia, Turquia e China.

### Renascimento
Os esforços do governo do Quirguistão para atrair investimentos estrangeiros deram frutos: as visitas mútuas de delegações governamentais de alto nível deram um forte impulso às relações comerciais bilaterais entre a Turquia e o Quirguistão. Assim, no final de 2012, com base na companhia aérea preexistente, foi criada uma nova companhia aérea quirguiz com o mesmo nome de "Air Manas", sendo 51% propriedade do lado quirguiz e 49% do recém-atraído parceiro estratégico Pegasus Airlines, uma das companhias aéreas da Europa.
O aeroporto base para Air Manas, é o aeroporto principal - Aeroporto Internacional de Manas, localizado perto de Bishkek. Em sua frota, a Air Manas usa um Airbus A220, e anteriormente operava Boeing 737-400 e 737-800 NG.
A Air Manas possui sua própria base técnica de aviação certificada para a manutenção operacional de aeronaves. Apesar da ausência de incidentes, a companhia aérea junto com todas as companhias baseadas no Quirguistão estão na lista das transportadoras aéreas proibidas na União Europeia.

## Frota

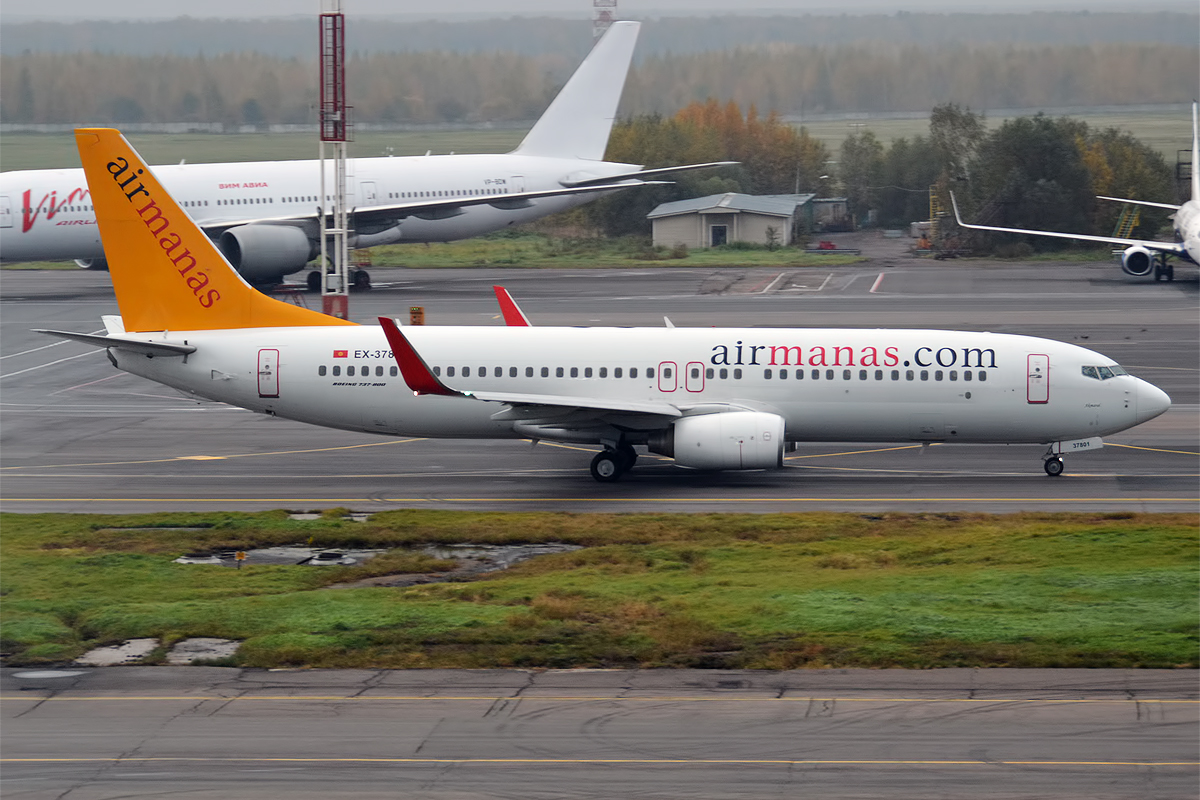
Boeing 737-800 da Air Manas no Aeroporto Domodedovo.

### Frota atual
A frota da Air Manas consiste nas seguintes aeronaves (Abril de 2021):
| Aeronaves       | Em Serviço | Ordens | Passageiros | Notas                                        |
| --------------- | ---------- | ------ | ----------- | -------------------------------------------- |
| Airbus A220-300 | 1          | 2      | 145         | 5 aeronaves serão entregues no final de 2023 |
| Total           | 1          | 2      |             |                                              |

### Frota Histórica
A companhia aérea operava as seguintes aeronaves (Agosto de 2020):
- 0 1 Boeing 737-400
- 0 3 Boeing 737-400
- 12 Boeing 737-800